# Кубок России по кёрлингу среди женщин 2011
Кубок России по кёрлингу среди женщин 2011 проводился с 27 по 31 октября 2011 года в городе Дмитров (Московская область). Турнир проводился в ??-й раз.
В турнире принимало участие 16 команд.
Обладателями Кубка стала команда «Москвич» (Москва; скип Анна Сидорова), победившая в финале команду «ЭШВСМ "Москвич-1"» (Москва; скип Людмила Прививкова). Третье место заняла команда «СКА» (Санкт-Петербург; скип Яна Некрасова).

## Формат соревнований
Команды разбиваются на 2 группы (А, Б) по 8 команд, где играют друг с другом по круговой системе в один круг. Затем 4 команды, занявшие в группах 1-е и 2-е места, выходят в плей-офф, где играют по олимпийской системе. Сначала команды встречаются в полуфиналах (1-е место группы А со 2-м местом группы Б и 1-е место группы Б со 2-м местом группы А); победители полуфиналов в финале разыгрывают 1-е и 2-е места, проигравшие в полуфиналах разыгрывают между собой 3-е и 4-е места. В итоговой классификации команды, не вышедшие в плей-офф, ранжируются по месту, занятому в группе. Все матчи проводятся в 8 эндов.

## Команды
|          | Команда                              | Скип                                                           | Третий                                                         | Второй                                                         | Первый                                                         | Запасной                                                       |
| -------- | ------------------------------------ | -------------------------------------------------------------- | -------------------------------------------------------------- | -------------------------------------------------------------- | -------------------------------------------------------------- | -------------------------------------------------------------- |
| Группа А |                                      |                                                                |                                                                |                                                                |                                                                |                                                                |
| А1       | ЮНИОН (Москва)                       | Ксения Левицкая                                                | Маргарита Нестерова                                            | Елена Биктимирова                                              | Наталья Хвацкая                                                | Юлия Лачевская                                                 |
| А2       | ЦЗВС Московская область (Дмитров)    | Татьяна Смирнова                                               | Татьяна Лукина                                                 | Анастасия Скултан                                              | Юлия Сторожева                                                 | Анна Грецкая                                                   |
| А3       | Адамант-2 (Санкт-Петербург)          | Алина Ковалёва                                                 | Ульяна Васильева                                               | Елена Ефимова                                                  | Юлия Задорожная                                                |                                                                |
| А4       | СДЮСШОР Московская область (Дмитров) | Анастасия Москалёва                                            | Дарья Морозова                                                 | Марина Веренич                                                 | Марина Вдовина                                                 | Марина Калинина                                                |
| А5       | Новая Лига (Москва)                  | Мария Козорез                                                  | Мария Калиновская                                              | Мария Соколова                                                 | Татьяна Суханова                                               | Юлия Власова                                                   |
| А6       | ЭШВСМ «Москвич»-1 (Москва)           | Людмила Прививкова                                             | Маргарита Фомина                                               | Екатерина Антонова                                             | Екатерина Галкина                                              |                                                                |
| А7       | Юность-Метар-1 (Челябинск)           | Дарья Ященко                                                   | Анна Кунцева                                                   | Елена Жучкова                                                  | Наталья Зайцева                                                | Юлия Коваленко                                                 |
| А8       | Москва                               | Алина Биктимирова                                              | Евгения Дёмкина                                                | Валерия Шелкова                                                | Екатерина Кузьмина                                             | Татьяна Макеева                                                |
| Группа Б |                                      |                                                                |                                                                |                                                                |                                                                |                                                                |
| Б1       | Москвич (Москва)                     | Анна Сидорова                                                  | Ольга Зябликова                                                | Нкеирука Езех                                                  | Галина Арсенькина                                              |                                                                |
| Б2       | Адамант-СКА (Санкт-Петербург)        | Виктория Моисеева                                              | Мария Дуюнова                                                  | Оксана Гертова                                                 | Олеся Глущенко                                                 | Олеся Колесникова                                              |
| Б3       | Юность-Метар-2 (Челябинск)           | вторая команда из Челябинска не смогла прибыть на соревнования | вторая команда из Челябинска не смогла прибыть на соревнования | вторая команда из Челябинска не смогла прибыть на соревнования | вторая команда из Челябинска не смогла прибыть на соревнования | вторая команда из Челябинска не смогла прибыть на соревнования |
| Б4       | СКА (Санкт-Петербург)                | Яна Некрасова                                                  | Наталья Эверт                                                  | Светлана Фильчакова                                            | Ирина Колесникова                                              |                                                                |
| Б5       | ШВСМ ЗВС (Санкт-Петербург)           | Ника Моисеева                                                  | Наталья Швец                                                   | Ксения Ковшова                                                 | Ксения Восько                                                  | Алёна Борисова                                                 |
| Б6       | ЭШВСМ «Москвич»-2 (Москва)           | Виктория Макаршина                                             | Александра Саитова                                             | Надежда Лепезина                                               | Анна Лобова                                                    |                                                                |
| Б7       | УОР №2 (Санкт-Петербург)             | Мария Рустамова                                                | Светлана Яковлева                                              | Ирина Фёдорова                                                 | Александра Паранина                                            | Анастасия Брызгалова                                           |
| Б8       | Альбатрос (Калининград)              | Ольга Жаркова                                                  | Юлия Портунова                                                 | Алиса Трегуб                                                   | Юлия Гузиёва                                                   | Екатерина Шарапова                                             |

## Результаты соревнований
Время начала матчей указано по местному времени (UTC+3).

### Групповой этап

#### Группа A
|    | Команда                                | А1   | А2   | А3  | А4   | А5   | А6   | А7   | А8   | В | П | Место |
| -- | -------------------------------------- | ---- | ---- | --- | ---- | ---- | ---- | ---- | ---- | - | - | ----- |
| А1 | ЮНИОН (Левицкая)                       | *    | 5:6  | 2:4 | 5:10 | 4:6  | 7:8  | 3:4  | 1:10 | 0 | 7 | 8     |
| А2 | ЦЗВС Московская область (Смирнова)     | 6:5  | *    | 4:8 | 3:10 | 8:5  | 4:6  | 8:10 | 4:6  | 2 | 5 | 6     |
| А3 | Адамант-2 (Ковалёва)                   | 4:2  | 8:4  | *   | 6:5  | 8:3  | 2:7  | 5:4  | 4:5  | 5 | 2 | 3     |
| А4 | СДЮСШОР Московская область (Москалёва) | 10:5 | 10:3 | 5:6 | *    | 9:4  | 2:9  | 4:3  | 2:6  | 4 | 3 | 4     |
| А5 | Новая Лига (Козорез)                   | 6:4  | 5:8  | 3:8 | 4:9  | *    | 4:12 | 1:13 | 0:14 | 1 | 6 | 7     |
| А6 | ЭШВСМ «Москвич»-1 (Прививкова)         | 8:7  | 6:4  | 7:2 | 9:2  | 12:4 | *    | 13:5 | 8:3  | 7 | 0 | 1     |
| А7 | Юность-Метар-1 (Ященко)                | 4:3  | 10:8 | 4:5 | 3:4  | 13:1 | 5:13 | *    | 5:7  | 3 | 4 | 5     |
| А8 | Москва (Биктимирова)                   | 10:1 | 6:4  | 5:4 | 6:2  | 14:0 | 3:8  | 7:5  | *    | 6 | 1 | 2     |

#### Группа Б
|    | Команда                       | Б1   | Б2   | Б3 | Б4   | Б5   | Б6   | Б7   | Б8   | В | П | Место |
| -- | ----------------------------- | ---- | ---- | -- | ---- | ---- | ---- | ---- | ---- | - | - | ----- |
| Б1 | Москвич (Сидорова)            | *    | 7:5  |    | 9:1  | 10:4 | 9:4  | 10:5 | 6:4  | 6 | 0 | 1     |
| Б2 | Адамант-СКА (В. Моисеева)     | 5:7  | *    |    | 5:6  | 5:4  | 2:10 | 8:6  | 2:10 | 2 | 4 | 6     |
| Б3 | Юность-Метар-2 ()             |      |      | *  |      |      |      |      |      | — | — | —     |
| Б4 | СКА (Некрасова)               | 1:9  | 6:5  |    | *    | 9:3  | 5:8  | 12:3 | 5:4  | 4 | 2 | 2     |
| Б5 | ШВСМ ЗВС (Н. Моисеева)        | 4:10 | 4:5  |    | 3:9  | *    | 2:8  | 2:9  | 2:8  | 0 | 6 | 7     |
| Б6 | ЭШВСМ «Москвич»-2 (Макаршина) | 4:9  | 10:2 |    | 8:5  | 8:2  | *    | 4:6  | 4:5  | 3 | 3 | 5     |
| Б7 | УОР №2 (Рустамова)            | 5:10 | 6:8  |    | 3:12 | 9:2  | 6:4  | *    | 2:11 | 3 | 3 | 4     |
| Б8 | Альбатрос (Жаркова)           | 4:6  | 10:2 |    | 4:5  | 8:2  | 5:4  | 11:2 | *    | 4 | 2 | 3     |

     Проходят в плей-офф

### Плей-офф
|  | Полуфиналы | Полуфиналы                     | Полуфиналы                     | Полуфиналы                     | Полуфиналы                     | Полуфиналы                     | Полуфиналы                     | Полуфиналы                     | Полуфиналы                     | Полуфиналы |                                |                                | Финал                          | Финал                          | Финал                          | Финал                          | Финал                          | Финал                          | Финал                          | Финал                | Финал                | Финал |
|  |            |                                |                                |                                |                                |                                |                                |                                |                                |            |                                |                                |                                |                                |                                |                                |                                |                                |                                |                      |                      |       |
|  | А-1        | ЭШВСМ «Москвич»-1 (Прививкова) | ЭШВСМ «Москвич»-1 (Прививкова) | ЭШВСМ «Москвич»-1 (Прививкова) | ЭШВСМ «Москвич»-1 (Прививкова) | ЭШВСМ «Москвич»-1 (Прививкова) | ЭШВСМ «Москвич»-1 (Прививкова) | ЭШВСМ «Москвич»-1 (Прививкова) | ЭШВСМ «Москвич»-1 (Прививкова) | W          |                                |                                |                                |                                |                                |                                |                                |                                |                                |                      |                      |       |
|  | А-1        | ЭШВСМ «Москвич»-1 (Прививкова) | ЭШВСМ «Москвич»-1 (Прививкова) | ЭШВСМ «Москвич»-1 (Прививкова) | ЭШВСМ «Москвич»-1 (Прививкова) | ЭШВСМ «Москвич»-1 (Прививкова) | ЭШВСМ «Москвич»-1 (Прививкова) | ЭШВСМ «Москвич»-1 (Прививкова) | ЭШВСМ «Москвич»-1 (Прививкова) | W          |                                |                                |                                |                                |                                |                                |                                |                                |                                |                      |                      |       |
|  | Б-2        | СКА (Некрасова)                | СКА (Некрасова)                | СКА (Некрасова)                | СКА (Некрасова)                | СКА (Некрасова)                | СКА (Некрасова)                | СКА (Некрасова)                | СКА (Некрасова)                | L          |                                |                                |                                |                                |                                |                                |                                |                                |                                |                      |                      |       |
|  |            |                                |                                |                                |                                |                                |                                |                                |                                |            | ЭШВСМ «Москвич»-1 (Прививкова) | ЭШВСМ «Москвич»-1 (Прививкова) | ЭШВСМ «Москвич»-1 (Прививкова) | ЭШВСМ «Москвич»-1 (Прививкова) | ЭШВСМ «Москвич»-1 (Прививкова) | ЭШВСМ «Москвич»-1 (Прививкова) | ЭШВСМ «Москвич»-1 (Прививкова) | ЭШВСМ «Москвич»-1 (Прививкова) | ЭШВСМ «Москвич»-1 (Прививкова) | L                    |                      |       |
|  |            |                                |                                |                                |                                |                                |                                |                                |                                |            | ЭШВСМ «Москвич»-1 (Прививкова) | ЭШВСМ «Москвич»-1 (Прививкова) | ЭШВСМ «Москвич»-1 (Прививкова) | ЭШВСМ «Москвич»-1 (Прививкова) | ЭШВСМ «Москвич»-1 (Прививкова) | ЭШВСМ «Москвич»-1 (Прививкова) | ЭШВСМ «Москвич»-1 (Прививкова) | ЭШВСМ «Москвич»-1 (Прививкова) | ЭШВСМ «Москвич»-1 (Прививкова) | L                    |                      |       |
|  |            |                                |                                |                                |                                |                                |                                |                                |                                |            |                                |                                | Москвич (Сидорова)             | Москвич (Сидорова)             | Москвич (Сидорова)             | Москвич (Сидорова)             | Москвич (Сидорова)             | Москвич (Сидорова)             | Москвич (Сидорова)             | Москвич (Сидорова)   | Москвич (Сидорова)   | W     |
|  | Б-1        | Москвич (Сидорова)             | Москвич (Сидорова)             | Москвич (Сидорова)             | Москвич (Сидорова)             | Москвич (Сидорова)             | Москвич (Сидорова)             | Москвич (Сидорова)             | Москвич (Сидорова)             | W          |                                |                                | Москвич (Сидорова)             | Москвич (Сидорова)             | Москвич (Сидорова)             | Москвич (Сидорова)             | Москвич (Сидорова)             | Москвич (Сидорова)             | Москвич (Сидорова)             | Москвич (Сидорова)   | Москвич (Сидорова)   | W     |
|  | Б-1        | Москвич (Сидорова)             | Москвич (Сидорова)             | Москвич (Сидорова)             | Москвич (Сидорова)             | Москвич (Сидорова)             | Москвич (Сидорова)             | Москвич (Сидорова)             | Москвич (Сидорова)             | W          |                                |                                |                                |                                |                                |                                |                                |                                |                                |                      |                      |       |
|  | А-2        | Москва (Биктимирова)           | Москва (Биктимирова)           | Москва (Биктимирова)           | Москва (Биктимирова)           | Москва (Биктимирова)           | Москва (Биктимирова)           | Москва (Биктимирова)           | Москва (Биктимирова)           | L          |                                |                                |                                |                                |                                |                                |                                |                                |                                |                      |                      |       |
|  | А-2        | Москва (Биктимирова)           | Москва (Биктимирова)           | Москва (Биктимирова)           | Москва (Биктимирова)           | Москва (Биктимирова)           | Москва (Биктимирова)           | Москва (Биктимирова)           | Москва (Биктимирова)           | L          |                                |                                |                                |                                |                                |                                |                                |                                |                                |                      |                      |       |
|  |            |                                |                                |                                |                                |                                |                                |                                |                                |            |                                |                                | Матч за 3-е место              |                                |                                |                                |                                |                                |                                |                      |                      |       |
|  |            |                                |                                |                                |                                |                                |                                |                                |                                |            |                                |                                |                                |                                |                                |                                |                                |                                |                                |                      |                      |       |
|  |            |                                |                                |                                |                                |                                |                                |                                |                                |            |                                |                                |                                |                                |                                |                                |                                |                                |                                |                      |                      |       |
|  |            |                                |                                |                                |                                |                                |                                |                                |                                |            |                                |                                |                                |                                |                                |                                |                                |                                |                                |                      |                      |       |
|  |            |                                |                                |                                |                                |                                |                                |                                |                                |            |                                |                                | СКА (Некрасова)                | СКА (Некрасова)                | СКА (Некрасова)                | СКА (Некрасова)                | СКА (Некрасова)                | СКА (Некрасова)                | СКА (Некрасова)                | СКА (Некрасова)      | СКА (Некрасова)      | W     |
|  |            |                                |                                |                                |                                |                                |                                |                                |                                |            |                                |                                | СКА (Некрасова)                | СКА (Некрасова)                | СКА (Некрасова)                | СКА (Некрасова)                | СКА (Некрасова)                | СКА (Некрасова)                | СКА (Некрасова)                | СКА (Некрасова)      | СКА (Некрасова)      | W     |
|  |            |                                |                                |                                |                                |                                |                                |                                |                                |            |                                |                                | Москва (Биктимирова)           | Москва (Биктимирова)           | Москва (Биктимирова)           | Москва (Биктимирова)           | Москва (Биктимирова)           | Москва (Биктимирова)           | Москва (Биктимирова)           | Москва (Биктимирова) | Москва (Биктимирова) | L     |
|  |            |                                |                                |                                |                                |                                |                                |                                |                                |            |                                |                                | Москва (Биктимирова)           | Москва (Биктимирова)           | Москва (Биктимирова)           | Москва (Биктимирова)           | Москва (Биктимирова)           | Москва (Биктимирова)           | Москва (Биктимирова)           | Москва (Биктимирова) | Москва (Биктимирова) | L     |

### Итоговая классификация
| Место | Команда                              | Скип                | И | В | П | МГ |
| ----- | ------------------------------------ | ------------------- | - | - | - | -- |
| 1     | Москвич                              | Анна Сидорова       | 8 | 8 | 0 | 1  |
| 2     | ЭШВСМ «Москвич»-1                    | Людмила Прививкова  | 9 | 8 | 1 | 1  |
| 3     | СКА (Санкт-Петербург)                | Яна Некрасова       | 8 | 5 | 3 | 2  |
| 4     | Москва                               | Алина Биктимирова   | 9 | 6 | 3 | 2  |
| 5     | Адамант-2 (Санкт-Петербург)          | Алина Ковалёва      | 7 | 5 | 2 | 3  |
| 5     | Альбатрос (Калининград)              | Ольга Жаркова       | 6 | 4 | 2 | 3  |
| 7     | СДЮСШОР Московская область (Дмитров) | Анастасия Москалёва | 7 | 4 | 3 | 4  |
| 7     | УОР №2 (Санкт-Петербург)             | Мария Рустамова     | 6 | 3 | 3 | 4  |
| 9     | Юность-Метар-1 (Челябинск)           | Дарья Ященко        | 7 | 3 | 4 | 5  |
| 9     | ЭШВСМ «Москвич»-2 (Москва)           | Виктория Макаршина  | 6 | 3 | 3 | 5  |
| 11    | ЦЗВС Московская область (Дмитров)    | Татьяна Смирнова    | 7 | 2 | 5 | 6  |
| 11    | Адамант-СКА (Санкт-Петербург)        | Виктория Моисеева   | 6 | 2 | 4 | 6  |
| 13    | Новая Лига (Москва)                  | Мария Козорез       | 7 | 1 | 6 | 7  |
| 13    | ШВСМ ЗВС (Санкт-Петербург)           | Ника Моисеева       | 6 | 0 | 6 | 7  |
| 15    | ЮНИОН (Москва)                       | Ксения Левицкая     | 7 | 0 | 7 | 8  |
| —     | Юность-Метар-2 (Челябинск)           | —                   | — | — | — |    |